# Uebelmannia
Uebelmannia je rod kaktusovki smješten u podtribus Rebutiinae, dio tribusa Cereeae, podporodica Cactoideae.
Pripadaju mu tri vrste, sve su endemi jugoistočnog Brazila.

## Vrste
1. Uebelmannia buiningii Donald
2. Uebelmannia gummifera (Backeb. & Voll) Buining
3. Uebelmannia pectinifera Buining